# 凱爾特伊比利亞語
現今對凱爾特伊比利亞語所知的相關語料相當少，任何關於這方面的研究，都是建立在前羅馬時期伊比利半島地區的一些幸運地被記錄下來的地名，或從他們人名中稍可端倪的一點文法上蛛絲馬跡等資料，另外還有部分混以腓尼基和希臘字母書寫於青銅、鉛板之上，仍未被解譯明白的文字。但這些就已足夠讓語言學家認為凱爾特伊比利亞語是一種凱爾特語言（同蓋爾語支的凱爾特語言），而非如高盧語一般的 P 凱爾特語言（Mallory 1989, p 106）。

## 柏托利塔青銅板
現存最長的凱爾特伊比利亞銘文，是發現於西班牙薩拉戈薩附近柏托利塔（Botorrita）出土的其中一塊青銅板，年代約於西元前二世紀。其內容的含意雖未被解譯，然而因為包含大量人名，被認為可能是契約一類的東西。

## 當地其他可能的凱爾特語言
古羅馬時期的伊比利半島地區，可能還存在其他兩種凱爾特語族的語言，分別為塔爾提索斯語和盧西塔尼亞語，然而這兩種語言的確切分類尚有爭議（尤為前者）。

## 另見
- 伊比利亞文字

## 外部連結
- Detailed map of the Pre-Roman Peoples of Iberia (around 200 BC)